# Mendonça (futebolista)
António Manuel Viana Mendonça (Luanda, 9 de outubro de 1982) é um futebolista angolano que já passou pelo Varzim Sport Club e que joga habitualmente a avançado.

## Carreira
Na segunda metade da época 2007/2008 actuou no Clube de Futebol Estrela da Amadora, por empréstimo do Belenenses da Bwinliga.com. No fim da mesma época rescindiu o contrato por mútuo acordo com o Belenenses.
No último dia de "mercado de verão" da liga 2008/2009 Mendonça da época assinou pelo Varzim Sport Club, clube que já tinha representado anteriormente e que lhe deu notoriedade no futebol em Portugal.
No verão de 2009 acertou a sua transferência para o Inter Luanda